# Chain-O-Lakes
Chain-O-Lakes è un villaggio degli Stati Uniti d'America, situato nello Stato del Missouri, nella contea di Barry.